# Begonia cinnabarina
Begonia cinnabarina là một loài thực vật có hoa trong họ Thu hải đường. Loài này được Hook. mô tả khoa học đầu tiên năm 1849.